# Mihály Munkácsy

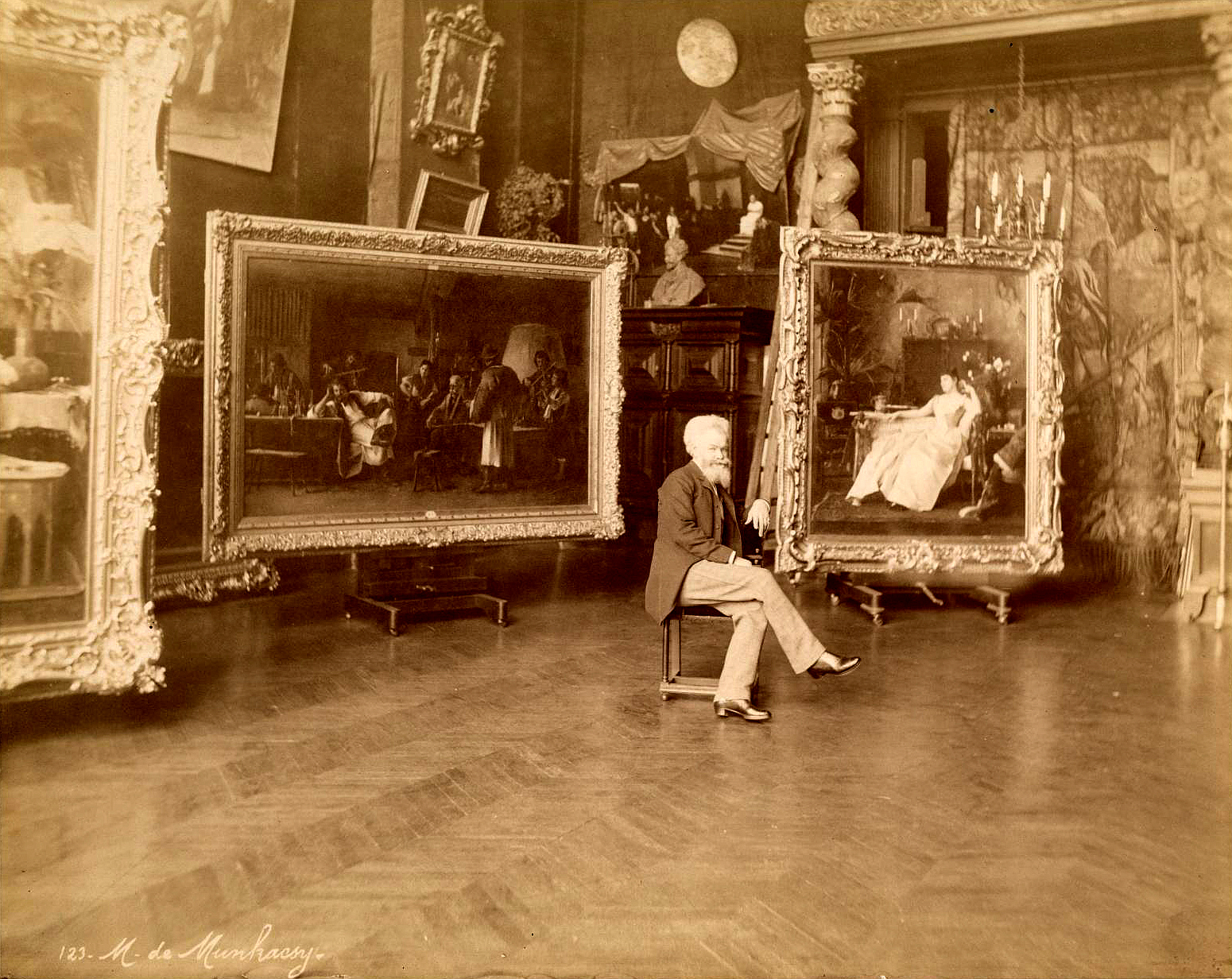
Mihály Munkácsy.

Mihály Munkácsy, ursprungligen Lieb, född 10 oktober 1846 i Munkács, död 1 maj 1900, var en ungersk målare. 
Vid 1848 års oroligheter förlorade Munkácsy sina föräldrar, blev tidigt satt i snickarlära, lämnade verkstaden efter sex år, skaffade sig undervisning i teckning och samlade genom att utföra porträtt och små genrer så mycket pengar, att han kunde komma till Wien. Från akademien där överflyttade han till München, besökte Paris under världsutställningen 1867, då han mestadels uppehöll sig i Gustave Courbets separatutställning, var i sina följande målningar starkt påverkad av Courbet, fortsatte sina studier i Düsseldorf och hade stor framgång med genren Den livdömdes sista stunder (målad 1869, utställd med framgång även i Paris, tävlan gick till Philadelphia; samma ämne, målat av Munkácsy, finns i Mesdags museum i Haag). 
Munkácsy målade därefter ungerska bilder, bland annat Episod från kriget 1848 (1873), Nattliga strykare (1874) och Byns hjälte (1875, Kölns museum). År 1872 hade han bosatt sig i Paris. Hans utan all jämförelse främsta verk blev den brett och kraftigt utförda Milton dikterar Det förlorade paradiset för sina döttrar, – framför allt berömt för den själfulla framställningen av den blinde skalden –, som på världsutställningen 1878 vann en hedersmedalj (Lennox Gallery i New York). 
Munkácsy målade även interiörer med unga damer och barn: I ateljén, med porträtt av Munkácsy med fru (1876), De båda familjerna, Besök hos den unga modern (Neue Pinakothek i München) samt även porträtt och landskap. Hans kolorit är mörk, med dominerande gråa toner och svarta skuggor. Jättemålningen Kristus inför Pilatus (1882) var ett verk av starkt patos och med energiskt framställda karaktärstyper. Tävlan väckte ofantligt uppseende och gick på turné Europa runt (i Stockholm utställdes den 1885), innan den såldes till Philadelphia. 
Munkácsy upphöjdes av kejsaren i friherrligt stånd och blev i sitt hemland hyllad som en nationalhjälte. Bland hans senare arbeten märks Jesus på korset (1884, i Dresdengalleriet), den teatraliska framställningen av Mozarts sista stunder (1886), dekorativa målningar i konsthistoriska museet i Wien och i parlamentshuset i Budapest, Före strejken (1895) och Ecce homo (1896). Av hans övriga arbeten ägs Zigenarläger av Nationalgalleriet i Berlin, Skogsinteriör av Kunsthalle i Hamburg och figurstudien Självförakt (liksom de föregående odaterad) av Nationalmuseum i Stockholm. Munkácsy blev 1874 medlem av svenska Konstakademien och 1896 direktör för nationalgalleriet i Budapest. Samma år utgav han sin biografi.